# Петропавловское (сельское поселение, Удмуртия)
Петропавловское — упразднённое муниципальное образование со статусом сельского поселения в составе Увинского района Удмуртии.
Административный центр — деревня Петропавлово.
Образовано в 2005 году в результате реформы местного самоуправления.
Законом Удмуртской Республики от 17.05.2021 № 48-РЗ к 30 мая 2021 года упразднено в связи с преобразованием муниципального района в муниципальный округ.

## Географические данные
Находится на востоке района, граничит:
- на западе с Булвайским сельским поселением
- на северо-западе с Нылгинским сельским поселением
- на востоке с Красносельским сельским поселением
- на юге с Можгинским районом

## Население
| 2010 | 2012 | 2013 | 2014 | 2015 | 2016 | 2017 |
| ---- | ---- | ---- | ---- | ---- | ---- | ---- |
| 643  | ↘640 | ↘610 | ↘580 | ↘560 | ↗561 | ↘560 |
| 2018 | 2019 | 2020 |      |      |      |      |
| ↗571 | ↘558 | →558 |      |      |      |      |

## Населенные пункты
| Название          | Тип населённого пункта          | Население 2007 год | Почтовый индекс | ОКАТО       |
| ----------------- | ------------------------------- | ------------------ | --------------- | ----------- |
| Петропавлово      | Деревня, административный центр | 338                | 427248          | 94244845001 |
| Булгурт           | Деревня                         | 5                  | 427248          | 94244845007 |
| Кизварь           | Починок                         | 137                | 427248          | 94244845002 |
| Лоллез-Жикья      | Деревня                         | 131                | 427248          | 94244845003 |
| Русский Лоллез    | Деревня                         | 42                 | 427248          | 94244845005 |
| Удмуртский Лоллез | Деревня                         | 28                 | 427248          | 94244845006 |

## Экономика
- СПК «Колхоз Авангард»

## Объекты социальной сферы
- МОУ «Петропавловская средняя общеобразовательная школа»
- МДОУ «Петропавловский детский сад»
- МОУ «Нововамьинская школа-сад»
- МОУ «Родниковская школа-сад»
- библиотека
- 2 фельдшерско-акушерских пункта
- 2 клуба